# Contrôle en boucle ouverte
 (juillet 2012).
Si vous disposez d'ouvrages ou d'articles de référence ou si vous connaissez des sites web de qualité traitant du thème abordé ici, merci de compléter l'article en donnant les références utiles à sa vérifiabilité et en les liant à la section « Notes et références ».
En régulation, un système en boucle ouverte ou contrôle ouvert est une forme de contrôle d'un système qui ne prend pas en compte la réponse de ce système (appelée rétroaction, en anglais : feedback).
Ce contrôle, simple en principe, est à utiliser avec précaution si le système est naturellement instable. Pour le mettre en place il faut au préalable avoir parfaitement modélisé le système, que la commande soit parfaitement adaptée et qu'il n'y ait aucune perturbation. En effet, un système en boucle ouverte ne peut pas corriger les erreurs qu'il commet ou corriger les perturbations extérieures.
L'opposé du contrôle en boucle ouverte est le contrôle en boucle fermée, qui lui intègre la rétroaction du système qui est en général négative (contre-réaction).

## Exemple
Un exemple est un programmateur d'arrosage automatique qui ne prendrait pas en compte l'humidité du sol. Ainsi, le programmateur automatique fonctionnerait même sous la pluie. De même, un automobiliste qui dirige sa voiture avec un contrôle en boucle ouverte ne réagit pas si la position de volant n'est pas bonne (en conduisant par exemple les yeux fermés) et dévie rapidement.

## Applications
Le contrôle en boucle ouverte est utilisé, la plupart du temps, lorsque la réaction du système n'est pas nécessaire ou est difficile à mesurer. C'est-à-dire, quand il est inutile ou bien trop compliqué d'avoir un retour du résultat obtenu.